# Ori Artemisio Kai Lyrkeio
Ori Artemisio Kai Lyrkeio este o arie protejată (arie de protecție specială avifaunistică — SPA) din Grecia întinsă pe o suprafață de 11.514,87 ha, integral pe uscat.

## Localizare
Centrul sitului Ori Artemisio Kai Lyrkeio este situat la coordonatele 37°42′41″N 22°24′36″E / 37.711397°N 22.410041°E.

## Înființare
Situl Ori Artemisio Kai Lyrkeio a fost declarat arie de protecție specială avifaunistică în martie 2010 pentru a proteja 18 specii de animale.

## Biodiversitate
Situată în ecoregiunea mediteraneană, aria protejată nu include niciun habitat protejat.
La baza desemnării sitului se află mai multe specii protejate de  păsări (18): uliu cu picioare scurte (Accipiter brevipes), fâsă-de-câmp (Anthus campestris), buha (Bubo bubo), șorecarul comun (Buteo buteo), caprimulg (Caprimulgus europaeus), șerpar (Circaetus gallicus), erete vânăt (Circus cyaneus), erete alb (Circus macrourus), lăstun de casă (Delichon urbicum), presură de grădină (Emberiza hortulana), șoim călător (Falco peregrinus), vânturel de seară (Falco vespertinus), rândunică (Hirundo rustica), sfrâncioc roșiatic (Lanius collurio), Leiopicus medius, ciocârlie de pădure (Lullula arborea), turturică (Streptopelia turtur), Tachymarptis melba
Pe lângă speciile protejate, pe teritoriul sitului au mai fost identificate 1 specie de păsări.